# Marcella Emiliani
Marcella Emiliani (Castel Bolognese, 2 luglio 1949 – Roma, 7 maggio 2024) è stata una saggista e storica italiana, specializzata in storia del Medioriente, docente universitario, giornalista, autrice televisiva.

## Biografia
Figlia di Massimo Emiliani e Liliana Bombardini, si laureò nel 1974 in Scienze Politiche all'Università di Bologna con la professoressa Annamaria Gentili, docente di Storia e Istituzioni dei paesi africani, con una tesi sul TANU, partito unico in Tanzania, fatta sul campo dopo due anni in Africa. Contemporaneamente lavorò come giornalista professionista: tra la fine degli anni Settanta e i primi anni Ottanta, raccontò l'Africa e il Medio Oriente come inviata esteri per l'Unità.
Insegnò Storia e Istituzioni, Sviluppo politico, Media e conflitti, Relazioni Internazionali del Medio Oriente e Politica delle risorse energetiche presso la Facoltà di Scienze Politiche dell'Università di Bologna e la Facoltà di Scienze Politiche “Roberto Ruffilli” dell'Università di Bologna Campus di Forlì.
Come collaboratrice rese la biblioteca comunale Amilcar Cabral di Bologna, insieme a Elena Tripodi e altri, un centro di riferimento sulle questioni dell'Africa e dell'Asia.
Collaborò per molti anni con Mixer, il programma televisivo condotto da Giovanni Minoli. Ideò e condusse Shuluq - Storie dal Medio Oriente, un programma televisivo dedicato alla storia del mondo arabo e mediorientale presentando un ciclo di documentari dedicati al Medio Oriente e tratti dalle Rai Teche e da produzioni internazionali. A un mese di distanza dalla sua scomparsa il programma fu riproposto da Rai Cultura sul canale tematico Rai Storia.
Morì a Roma il 7 maggio 2024 di all'età 74 anni dopo una lunga malattia.

## Opere
- Con Flaminia Morandi, L'occhio chiuso del paradiso, Milano, Sperling & Kupfer 1991. ISBN 9788820011529
- Le difficili tappe dello smantellamento dell'apartheid in A. M. Gentili (a cura di), Sudafrica: Processi di mutamento politico e costituzionale, Maggioli Editore, Rimini 1993, pp. 13–45 9788838791673
- con Lucia Annunziata, Francesca Carpanelli, Enrico Deaglio, Lisa Foa, Maura Gubellini, Cinzia Gurioli, Francesca Sofri, Gianni Sofri e Elena Tripodi, Geografia dei continenti extraeuropei, Bologna, Zanichelli, 1994. ISBN 88-08-09980-6
- Con Flaminia Morandi, Predoni di anime, Milano, Sperling & Kupfer 1996. ISBN 9788878246065
- Leggenda nera. Biografia non autorizzata di Saddam Hussein, Guerini e Associati, Milano 2003 ISBN 9788883353680
- (a cura di), L'idea di Occidente tra '800 e '900: Medio Oriente e Islam, Rubbettino Editore, Soveria Mannelli 2003 ISBN 9788849807400
- Petrolio, forze armate e democrazia. Il caso della Nigeria, Carocci, Roma 2004 ISBN 9788843028474
- con Marco Ranuzzi de' Bianchi e Erika Atzori, Nel nome di Omar. Rivoluzione, clero e potere in Iran, Bologna, Odoya, 2008, ISBN 978-88-6288-000-8
- (a cura di), Hamas alla prova del governo. La Palestina sull'orlo della guerra civile, Casa Editrice Il Ponte, Bologna, 2007; ISBN 9788889465219
- La terra di chi? Geografia del conflitto arabo-palestinese. Introduzione di Gianni Sofri, Casa Editrice Il Ponte, Bologna, 2007; ISBN 9788889465264
- Medio Oriente. Una storia dal 1918 al 1991, Laterza, Roma-Bari, 2012 ISBN 9788842097846
- Medio Oriente. Una storia dal 1991 a oggi, Laterza, Roma-Bari, 2012 ISBN 9788842099147
- Purgatorio arabo. Il tradimento delle rivoluzioni in Medio Oriente, Laterza, Roma-Bari, 2020 ISBN 9788858139851[12]

## Radio
Puntate della trasmissione Wikiradio condotte da Marcella Emiliani, andate in onda su Rai Radio 3
- Golda Meir (in onda il 17/03/2014)
- Gamal Abdel Nasser (in onda il 23/06/2014)
- Il massacro di Sabra e Chatila (in onda il 18/09/2014)
- Il Presidente egiziano Sadat (in onda il 17/10/2014)
- La marcia verde (in onda il 06/11/2014)
- La prima Intifada (in onda il 09/12/2014)
- L'assassinio dei Monaci di Tibhirine (in onda il 21/05/2015)
- Il Libano (in onda il 21/09/2015)
- L'inaugurazione del Canale di Suez (in onda il 17/11/2015)